# 6088-as busz
A 6088-as jelzésű autóbuszvonal helyközi autóbuszjárat Barcs és Szigetvár között, melyet a Volánbusz Zrt. lát el.

## Közlekedése
A járat Barcsot és Szigetvárt köti össze. Menetideje Szigetvár felé tanszünetben munkanapokon 52 perc, iskolai előadási napokon 1 óra 7 perc. A járat a két végállomás között a 6-os főúton közlekedik, megáll az ott fekvő települések megállóhelyein. Molványba Szigetvár felé csak iskolai előadási napokon, Barcs felé munkanapokon tér be a járat. Tótszentgyörgyre Szigetvár felé iskolai előadási napokon tér be, Barcs felé nem tér be a járat.
Munkanapokon egy járatpár szállítja az utasokat.

## Megállóhelyei
| 0  | Barcs, vasútállomás végállomás         | 23 | 1177 5688, 5964, 5966, 6011, 6041, 6081, 6085, 6091, 6092, 6096, 6115 személyvonat, Pannónia InterRégió                                          |
| 1  | Barcs, iskola                          | 22 | 5688, 5964, 5966, 6011, 6081, 6085, 6091, 6092, 6096, 6115                                                                                       |
| 2  | Barcs, Béke utca                       | 21 | 1177 5687, 5688, 5964, 5966, 6011, 6041, 6081, 6085, 6091, 6092, 6096, 6115                                                                      |
| 3  | Barcs, Hősök tere                      | 20 | 5687, 5688, 5964, 6011, 6085, 6091, 6092 |
| 4  | Barcs, Gárdonyi Géza utca              | 19 | 5964, 6011, 6085, 6091 |
| 5  | Barcs, felső                           | 18 | 5688, 5964, 6011, 6085, 6091, 6092 |
| 6  | Barcs, Zátonytelep                     | 17 | 5964, 6085, 6091 |
| 7  | Barcs (Középrigóc), vasúti megállóhely | 16 | 5687, 5688, 6091, 6092 személyvonat |
| 8  | Darány, iskola                         | 15 | 5687, 5688, 6091, 6092 |
| 9  | Darány, vasúti átjáró                  | 14 | 5688, 6091 személyvonat, Pannónia InterRégió |
| 10 | Istvándi, autóbusz-váróterem           | 13 | 6091 |
| 11 | Kisdobsza, Fő utca                     | 12 | 5687, 5688, 5895 |
| 12 | Nagydobsza, iskola                     | 11 | 5687, 5688, 5895 |
| 13 | Merenyei elágazás                      | 10 | 5895 |
| 14 | Nemeske, Görösgal                      | 9  | 5687, 5688, 5895 |
| 15 | Tótszentgyörgyi elágazás               | 8  | 5688, 5895 |
| 16 | Tótszentgyörgy, templom                | ∫  | 5895 |
| 17 | Tótszentgyörgyi elágazás               | 8  | 5687, 5688, 5895 |
| 18 | Molvány, Molványhídpuszta              | 7  | 5687, 5688, 5895 |
| 19 | Molványi, elágazás                     | 6  | 5895 |
| 20 | Molvány, forduló                       | 5  | 5895 |
| 21 | Molványi, elágazás                     | 4  | 5895 |
| 22 | Szigetvár, malom                       | 3  | 1, 1A 5686, 5687, 5688, 5689, 5816, 5870, 5871, 5890, 5895, 5942                                                                                 |
| 23 | Szigetvár, konzervgyár                 | 2  | 1, 1A 5689, 5870, 5871, 5890, 5895, 5942 |
| 24 | Szigetvár, Almás-patak                 | 1  | 1, 1A 5687, 5688, 5689, 5816, 5870, 5871, 5890, 5895, 5942                                                                                       |
| 25 | Szigetvár, autóbusz-állomás végállomás | 0  | 1, 2 1562, 1579, 1641 5685, 5686, 5687, 5688, 5689, 5816, 5870, 5871, 5875, 5885, 5887, 5890, 5895, 5934, 5942 személyvonat, Pannónia InterRégió |